# بياتش سان فاست
بياتش سان فاست (بالفرنسية: Biache-Saint-Vaast)‏ هي بلدية تقع في إقليم باد كاليه من منطقة نور با دو كاليه في شمال فرنسا. تبلغ مساحة هذه المدينة 9.29 (كم²)، وترتفع عن سطح البحر 56 م، يبلغ عدد سكانها 3886 نسمة حسب إحصاء المعهد الوطني للإحصاء والدراسات الاقتصادية سنة 2009 م. وترأس Michel Housau البلدية خلال فترة (2008-2014).